# Olene hypersceles
Olene hypersceles är en fjärilsart som beskrevs av Collenette 1932. Olene hypersceles ingår i släktet Olene och familjen tofsspinnare. Inga underarter finns listade i Catalogue of Life.